# Nurume Ike
Nurume Ike (japanisch ぬるめ池 ‚Lauwarmer See‘) ist ein See an der Prinz-Harald-Küste des ostantarktischen Königin-Maud-Lands. Er liegt in der Umgebung der Dokkene unmittelbar nordwestlich der Bucht Hamna auf der Westseite der Langhovde am Ufer der Lützow-Holm-Bucht.
Japanische Wissenschaftler kartierten ihn anhand von zwischen 1957 und 1962 durchgeführten Vermessungen und in diesem Zeitraum angefertigten Luftaufnahmen. Sie benannten ihn 1972.